# سلیم‌های شکم‌سیاه
سلیم‌های شکم‌سیاه یا سلیم‌های طلایی (نام علمی: Pluvialis) سرده‌ای از پرندگان آبچر هستند که شامل چهار گونه سلیم ساکن مناطق معتدل و شمالگانی نیم‌کره شمالی می‌شوند. ویژگی مشترک در همه چهار گونۀ این سرده، داشتن شکم سیاه‌رنگ است.
اعضای این سرده عبارتند از:
- سلیم طلایی اروپایی، Pluvialis apricaria
- سلیم طلایی خاوری، Pluvialis fulva
- سلیم طلایی آمریکایی، Pluvialis dominica
- سلیم خاکستری، Pluvialis squatarola